# Ligularia caloxantha
Ligularia caloxantha là một loài thực vật có hoa trong họ Cúc. Loài này được (Diels) Hand.-Mazz. mô tả khoa học đầu tiên năm 1923.